# Großeibstadt
Großeibstadt é um município da Alemanha, situado no distrito de Rhön-Grabfeld, no estado da Baviera. Tem 16,64 km² de área, e sua população em 2019 foi estimada em 1.080 habitantes.